# Tour de França de 2025
El Tour de França de 2025 és la 112a edició del Tour de França. Va començar a Lilla el 5 de juliol de 2025 i acabà a París el 27 de juliol. L'eslovè Tadej Pogačar (UAE Team Emirates) fou el guanyador del Tour i el vencedor de quatre etapes.

## Recorregut
El 112è Tour de França tindrà 3.320 quilòmetres de recorregut per França. Els participants començaran la prova a l'Esplanada dels Camps de Mart de Lilla i l'acabaran per cinquantena vegada als Camps Elisis de París. Després del Grand départ, hi haurà tres etapes més pel nord abans d'entrar a Normandia que donaran opcions tant als esprínters com als rodadors. A la cinquena etapa hi haurà una primera contrarellotge de 33 quilòmetres per Caen i, llavors, els corredors iniciaran el camí cap a la Bretanya, on pujaran el Mûr-de-Bretagne durant la 7a etapa. Posteriorment, abans d'arribar al primer dia de descans, els ciclistes es dirigiran cap al centre de França i acabaran el primer bloc de 10 etapes el 14 de juliol, el dia de la festa nacional, amb l'ascens al Puy de Dôme, en la primera etapa en alt de la prova i que conté set ascensions de segona categoria  de l'arribada a l'estació d'esquí de Le Mont-Dore, als peus del Puy de Sancy .
Durant les següents 5 etapes, els ciclistes hauran de superar una trilogia pirinenca amb una etapa a Hautacam (etapa 12), una cronoescalada a Peyragudes (etapa 13) i el retorn a Luchon-Superbagnères (etapa 14). La setmana acabarà a Carcassona, en una etapa propícia pels esprínters o per a l'escapada.
L'última setmana depara el pas per la Provença i els Alps. L'endemà de la jornada de descans hi haurà l'ascens al Mont Ventor (etapa 16), dotze anys després de l'última etapa a l'observatori. Durant l'etapa 18, els participants hauran de superar un desnivell de 5.500 metres i l'ascens final al coll de la Loze, que aquesta vegada s'enfrontarà frontalment des de Courchevel i, l'endemà, una altra etapa alpina amb final a La Plagne. Les dues etapes finals s'esperen tranquil·les a nivell de la classificació general; però nervioses de cara a les escapades i per aconseguir una victòria prestigiosa als Camps Elisis parisencs.

## Equips
| WorldTeams (18)- Alpecin-Deceuninck - Arkéa-B&B Hotels - Bahrain-Victorious - Cofidis - Decathlon AG2R La Mondiale Team - EF Education-EasyPost - Groupama-FDJ - Ineos Grenadiers - Intermarché-Wanty - Lidl-Trek - Movistar Team - Red Bull-BORA-hansgrohe - Soudal Quick-Step - Team Jayco AlUla - Team Picnic-PostNL - Team Visma \| Lease a Bike - UAE Team Emirates XRG - XDS Astana Team ProTeams (5)- Lotto - Israel-Premier Tech - Team TotalEnergies - Tudor Pro Cycling Team - Uno-X Mobility |
| |

## Etapes
| Etapa     | Data      | Ciutats d'etapa                   | type                      | Distància (km) | Desnivell (m) | Vencedor de l'etapa    | Líder de la general  |
| --------- | --------- | --------------------------------- | ------------------------- | -------------- | ------------- | ---------------------- | -------------------- |
| 1a etapa  | 5 de jul  | Lilla – Lilla                     | etapa plana               | 184,9          | 1.035 m       | Jasper Philipsen       | Jasper Philipsen     |
| 2a etapa  | 6 de jul  | Lauwin-Planque – Boulogne-sur-Mer | etapa accidentada         | 209,1          | 2.164 m       | Mathieu van der Poel   | Mathieu van der Poel |
| 3a etapa  | 7 de jul  | Valenciennes – Dunkerque          | etapa plana               | 178,3          | 671 m         | Tim Merlier            | Mathieu van der Poel |
| 4a etapa  | 8 de jul  | Amiens – Rouen                    | etapa accidentada         | 174,2          | 1.675 m       | Tadej Pogačar          | Mathieu van der Poel |
| 5a etapa  | 9 de jul  | Caen – Caen                       | contrarellotge individual | 33             | 177 m         | Remco Evenepoel        | Tadej Pogačar        |
| 6a etapa  | 10 de jul | Bayeux – Vire-Normandie           | etapa accidentada         | 201,5          | 3.272 m       | Ben Healy              | Mathieu van der Poel |
| 7a etapa  | 11 de jul | Sant-Maloù – Mûr-de-Bretagne      | etapa accidentada         | 197            | 2.315 m       | Tadej Pogačar          | Tadej Pogačar        |
| 8a etapa  | 12 de jul | Saint-Méen-le-Grand – Laval       | etapa plana               | 171,4          | 1.393 m       | Jonathan Milan         | Tadej Pogačar        |
| 9a etapa  | 13 de jul | Chinon – Châteauroux              | etapa plana               | 174,1          | 1.310 m       | Tim Merlier            | Tadej Pogačar        |
| 10a etapa | 14 de jul | Nasat – Puèi de Sant Circ         | etapa de muntanya         | 165,3          | 4.346 m       | Simon Yates            | Ben Healy            |
| 11a etapa | 16 de jul | Tolosa – Tolosa                   | etapa plana               | 156,8          | 1.531 m       | Jonas Abrahamsen       | Ben Healy            |
| 12a etapa | 17 de jul | Auch – Hautacam                   | etapa de muntanya         | 180,6          | 3.876 m       | Tadej Pogačar          | Tadej Pogačar        |
| 13a etapa | 18 de jul | Lodenvièla – Peyragudes           | cronoescalada             | 10,9           | 675 m         | Tadej Pogačar          | Tadej Pogačar        |
| 14a etapa | 19 de jul | Pau – Superbagnères               | etapa de muntanya         | 182,6          | 5.048 m       | Thymen Arensman        | Tadej Pogačar        |
| 15a etapa | 20 de jul | Muret – Carcassona                | etapa accidentada         | 169,3          | 2.315 m       | Tim Wellens            | Tadej Pogačar        |
| 16a etapa | 22 de jul | Montpeller – Ventor               | etapa de muntanya         | 171,5          | 2.934 m       | Valentin Paret-Peintre | Tadej Pogačar        |
| 17a etapa | 23 de jul | Bolena – Valença                  | etapa plana               | 160,4          | 1.722 m       | Jonathan Milan         | Tadej Pogačar        |
| 18a etapa | 24 de jul | Vif – Col de la Loze              | etapa de muntanya         | 171,5          | 5.792 m       | Ben O'Connor           | Tadej Pogačar        |
| 19a etapa | 25 de jul | Albertville – La Plagne           | etapa de muntanya         | 93,1           | 3.431 m       | Thymen Arensman        | Tadej Pogačar        |
| 20a etapa | 26 de jul | Nantua – Pontarlier               | etapa accidentada         | 184,2          | 2.892 m       | Kaden Groves           | Tadej Pogačar        |
| 21a etapa | 27 de jul | Mantes-la-Ville – París           | etapa plana               | 132,3          | 856 m         | Wout van Aert          | Tadej Pogačar        |

## Evolució de les classificacions
| Etapa | Vencedor               | Classificació general | Classificació per punts | Classificació de la muntanya | classificació dels joves | classificació per equips | Premi de la combativitat            |
| ----- | ---------------------- | --------------------- | ----------------------- | ---------------------------- | ------------------------ | ------------------------ | ----------------------------------- |
| 1     | Jasper Philipsen       | Jasper Philipsen      | Jasper Philipsen        | Benjamin Thomas              | Biniam Girmay            | Tudor Pro Cycling Team   | Mattéo Vercher                      |
| 2     | Mathieu van der Poel   | Mathieu van der Poel  | Jasper Philipsen        | Tadej Pogačar                | Kévin Vauquelin          | Groupama-FDJ             | Bruno Armirail                      |
| 3     | Tim Merlier            | Mathieu van der Poel  | Jonathan Milan          | Tim Wellens                  | Kévin Vauquelin          | Groupama-FDJ             | desert                              |
| 4     | Tadej Pogačar          | Mathieu van der Poel  | Jonathan Milan          | Tadej Pogačar                | Kévin Vauquelin          | Team Visma-Lease a Bike  | Lenny Martinez                      |
| 5     | Remco Evenepoel        | Tadej Pogačar         | Tadej Pogačar           | Tadej Pogačar                | Remco Evenepoel          | Team Visma-Lease a Bike  | no hi ha premi                      |
| 6     | Ben Healy              | Mathieu van der Poel  | Jonathan Milan          | Tim Wellens                  | Remco Evenepoel          | Team Visma-Lease a Bike  | Ben Healy                           |
| 7     | Tadej Pogačar          | Tadej Pogačar         | Tadej Pogačar           | Tim Wellens                  | Remco Evenepoel          | Team Visma-Lease a Bike  | Ewen Costiou                        |
| 8     | Jonathan Milan         | Tadej Pogačar         | Jonathan Milan          | Tim Wellens                  | Remco Evenepoel          | Team Visma-Lease a Bike  | Mathieu Burgaudeau i Mattéo Vercher |
| 9     | Tim Merlier            | Tadej Pogačar         | Jonathan Milan          | Tim Wellens                  | Remco Evenepoel          | Team Visma-Lease a Bike  | Jonas Rickaert                      |
| 10    | Simon Yates            | Ben Healy             | Jonathan Milan          | Lenny Martinez               | Ben Healy                | Team Visma-Lease a Bike  | Ben Healy                           |
| 11    | Jonas Abrahamsen       | Ben Healy             | Jonathan Milan          | Lenny Martinez               | Ben Healy                | Team Visma-Lease a Bike  | Jonas Abrahamsen                    |
| 12    | Tadej Pogačar          | Tadej Pogačar         | Jonathan Milan          | Tadej Pogačar                | Remco Evenepoel          | Team Visma-Lease a Bike  | Bruno Armirail                      |
| 13    | Tadej Pogačar          | Tadej Pogačar         | Jonathan Milan          | Tadej Pogačar                | Remco Evenepoel          | Team Visma-Lease a Bike  | no hi ha premi                      |
| 14    | Thymen Arensman        | Tadej Pogačar         | Jonathan Milan          | Lenny Martinez               | Florian Lipowitz         | Team Visma-Lease a Bike  | Lenny Martinez                      |
| 15    | Tim Wellens            | Tadej Pogačar         | Jonathan Milan          | Lenny Martinez               | Florian Lipowitz         | Team Visma-Lease a Bike  | Michael Storer                      |
| 16    | Valentin Paret-Peintre | Tadej Pogačar         | Jonathan Milan          | Tadej Pogačar                | Florian Lipowitz         | Team Visma-Lease a Bike  | Ben Healy                           |
| 17    | Jonathan Milan         | Tadej Pogačar         | Jonathan Milan          | Tadej Pogačar                | Florian Lipowitz         | Team Visma-Lease a Bike  | Quentin Pacher                      |
| 18    | Ben O'Connor           | Tadej Pogačar         | Jonathan Milan          | Tadej Pogačar                | Florian Lipowitz         | Team Visma-Lease a Bike  | Ben O'Connor                        |
| 19    | Thymen Arensman        | Tadej Pogačar         | Jonathan Milan          | Tadej Pogačar                | Florian Lipowitz         | Team Visma-Lease a Bike  | Thymen Arensman                     |
| 20    | Kaden Groves           | Tadej Pogačar         | Jonathan Milan          | Tadej Pogačar                | Florian Lipowitz         | Team Visma-Lease a Bike  | Harry Sweeny                        |
| 21    | Wout van Aert          | Tadej Pogačar         | Jonathan Milan          | Tadej Pogačar                | Florian Lipowitz         | Team Visma-Lease a Bike  | no hi ha premi                      |
| Final | Final                  | Tadej Pogačar         | Jonathan Milan          | Tadej Pogačar                | Florian Lipowitz         | Team Visma-Lease a Bike  | Ben Healy                           |

## Classificacions

### Classificació general final
| \| Classificació general \| Classificació general \| Classificació general \| Classificació general \| Classificació general \| \| Corredor \| Corredor \| Equip \| Temps \| \| \| --------------------- \| -------------------------- \| -------------------------- \| --------------------- \| --------------------- \| \| 1r \| Tadej Pogačar \| UAE Team Emirates XRG \| 76h 00' 32" \| \| \| 2n \| Jonas Vingegaard \| Team Visma \\| Lease a Bike \| + 4' 24" \| \| \| 3r \| Florian Lipowitz \| Red Bull-Bora-Hansgrohe \| + 11' 00" \| \| \| 4t \| Oscar Onley \| Team Picnic-PostNL \| + 12' 12" \| \| \| 5è \| Felix Gall \| Decathlon-AG2R La Mondiale \| + 17' 12" \| \| \| 6è \| Tobias Halland Johannessen \| Uno-X Mobility \| + 20' 14" \| \| \| 7è \| Kévin Vauquelin \| Arkéa-B&B Hotels \| + 22' 35" \| \| \| 8è \| Primož Roglič \| Red Bull-Bora-Hansgrohe \| + 25' 30" \| \| \| 9è \| Ben Healy \| EF Education-EasyPost \| + 28' 02" \| \| \| 10è \| Jordan Jegat \| Team TotalEnergies \| + 32' 42" \| \| |                            |                            |             |
| |                            |                            |             |
| Fonts: ProCyclingStats Cycling Quotient |                            |                            |             |
| Classificació general |                            |                            |             |
| Corredor | Corredor                   | Equip                      | Temps       |
| 1r | Tadej Pogačar              | UAE Team Emirates XRG      | 76h 00' 32" |
| 2n | Jonas Vingegaard           | Team Visma \| Lease a Bike | + 4' 24"    |
| 3r | Florian Lipowitz           | Red Bull-Bora-Hansgrohe    | + 11' 00"   |
| 4t | Oscar Onley                | Team Picnic-PostNL         | + 12' 12"   |
| 5è | Felix Gall                 | Decathlon-AG2R La Mondiale | + 17' 12"   |
| 6è | Tobias Halland Johannessen | Uno-X Mobility             | + 20' 14"   |
| 7è | Kévin Vauquelin            | Arkéa-B&B Hotels           | + 22' 35"   |
| 8è | Primož Roglič              | Red Bull-Bora-Hansgrohe    | + 25' 30"   |
| 9è | Ben Healy                  | EF Education-EasyPost      | + 28' 02"   |
| 10è | Jordan Jegat               | Team TotalEnergies         | + 32' 42"   |

### Classificacions annexes finals

#### Classificació per punts
| Classificació per punts | Classificació per punts | Classificació per punts    | Classificació per punts | Classificació per punts |
| Corredor                | Corredor                | Equip                      | Punts                   |                         |
| ----------------------- | ----------------------- | -------------------------- | ----------------------- | ----------------------- |
| 1r                      | Jonathan Milan          | Lidl-Trek                  | 372 pts                 |                         |
| 2n                      | Tadej Pogačar           | UAE Team Emirates XRG      | 294 pts                 |                         |
| 3r                      | Biniam Girmay           | Intermarché-Wanty          | 232 pts                 |                         |
| 4t                      | Jonas Vingegaard        | Team Visma \| Lease a Bike | 182 pts                 |                         |

#### Classificació de la muntanya
| Classificació de la muntanya | Classificació de la muntanya | Classificació de la muntanya | Classificació de la muntanya | Classificació de la muntanya |
| Corredor                     | Corredor                     | Equip                        | Punts                        |                              |
| ---------------------------- | ---------------------------- | ---------------------------- | ---------------------------- | ---------------------------- |
| 1r                           | Tadej Pogačar                | UAE Team Emirates XRG        | 119 pts                      |                              |
| 2n                           | Jonas Vingegaard             | Team Visma \| Lease a Bike   | 104 pts                      |                              |
| 3r                           | Lenny Martinez               | Bahrain Victorious           | 97 pts                       |                              |
| 4t                           | Thymen Arensman              | Ineos Grenadiers             | 85 pts                       |                              |
| 5è                           | Ben O'Connor                 | Team Jayco AlUla             | 51 pts                       |                              |
| 6è                           | Valentin Paret-Peintre       | Soudal Quick-Step            | 51 pts                       |                              |
| 7è                           | Felix Gall                   | Decathlon-AG2R La Mondiale   | 46 pts                       |                              |
| 8è                           | Primož Roglič                | Red Bull-Bora-Hansgrohe      | 43 pts                       |                              |
| 9è                           | Oscar Onley                  | Team Picnic-PostNL           | 42 pts                       |                              |
| 10è                          | Michael Woods                | Israel-Premier Tech          | 38 pts                       |                              |

#### Classificació del millor jove
| Classificació del millor jove | Classificació del millor jove | Classificació del millor jove | Classificació del millor jove | Classificació del millor jove |
| Corredor                      | Corredor                      | Equip                         | Temps                         |                               |
| ----------------------------- | ----------------------------- | ----------------------------- | ----------------------------- | ----------------------------- |
| 1r                            | Florian Lipowitz              | Red Bull-Bora-Hansgrohe       | 76h 11' 32"                   |                               |
| 2n                            | Oscar Onley                   | Team Picnic-PostNL            | + 1' 12"                      |                               |

#### Classificació per equips
| Classificació per equips | Classificació per equips   | Classificació per equips | Classificació per equips |
| Equip                    | Equip                      | Temps                    |                          |
| ------------------------ | -------------------------- | ------------------------ | ------------------------ |
| 1r                       | Team Visma \| Lease a Bike | 232h 01' 32"             |                          |
| 2n                       | UAE Team Emirates XRG      | + 24' 26"                |                          |

## Participants
| UAE Team Emirates XRG UAD                           | UAE Team Emirates XRG UAD           | UAE Team Emirates XRG UAD |
| --------------------------------------------------- | ----------------------------------- | ------------------------- |
| Núm                                                 | Ciclista                            | Pos                       |
| 1                                                   | Tadej Pogačar (SLO) (ruta)          | 1r                        |
| 2                                                   | João Almeida (POR)                  | DNF-9                     |
| 3                                                   | Jhonatan Narváez Prado (ECU) (ruta) | 13è                       |
| 4                                                   | Nils Politt (GER)                   | 75è                       |
| 5                                                   | Pàvel Sivakov (FRA)                 | 87è                       |
| 6                                                   | Marc Soler i Giménez (ESP)          | 29è                       |
| 7                                                   | Tim Wellens (BEL) (ruta)            | 37è                       |
| 8                                                   | Adam Yates (GBR)                    | 24è                       |
| Director esportiu: Marco Marcato, Simone Pedrazzini |                                     |                           |

| Team Visma \| Lease a Bike TVL                                        | Team Visma \| Lease a Bike TVL | Team Visma \| Lease a Bike TVL |
| --------------------------------------------------------------------- | ------------------------------ | ------------------------------ |
| Núm                                                                   | Ciclista                       | Pos                            |
| 11                                                                    | Jonas Vingegaard (DEN)         | 2n                             |
| 12                                                                    | Edoardo Affini (ITA) (crono)   | 118è                           |
| 13                                                                    | Tiesj Benoot (BEL)             | 54è                            |
| 14                                                                    | Victor Campenaerts (BEL)       | 28è                            |
| 15                                                                    | Matteo Jorgenson (USA)         | 19è                            |
| 16                                                                    | Sepp Kuss (USA)                | 17è                            |
| 17                                                                    | Wout van Aert (BEL)            | 67è                            |
| 18                                                                    | Simon Yates (GBR)              | 15è                            |
| Director esportiu: Frans Maassen, Arthur Van Dongen, Grischa Niermann |                                |                                |

| Soudal Quick-Step SOQ                         | Soudal Quick-Step SOQ               | Soudal Quick-Step SOQ |
| --------------------------------------------- | ----------------------------------- | --------------------- |
| Núm                                           | Ciclista                            | Pos                   |
| 21                                            | Remco Evenepoel (BEL) (crono)       | DNF-14                |
| 22                                            | Mattia Cattaneo (ITA)               | DNF-7                 |
| 23                                            | Pascal Eenkhoorn (NED)              |                       |
| 24                                            | Tim Merlier (BEL) (ruta)            |                       |
| 25                                            | Valentin Paret-Peintre (FRA)        |                       |
| 26                                            | Maximilian Schachmann (GER) (crono) |                       |
| 27                                            | Bert Van Lerberghe (BEL)            |                       |
| 28                                            | Ilan Van Wilder (BEL)               |                       |
| Director esportiu: Klaas Lodewyck, Tom Steels |                                     |                       |

| EF Education-EasyPost EFE                          | EF Education-EasyPost EFE      | EF Education-EasyPost EFE |
| -------------------------------------------------- | ------------------------------ | ------------------------- |
| Núm                                                | Ciclista                       | Pos                       |
| 31                                                 | Ben Healy (IRL)                |                           |
| 32                                                 | Vincenzo Albanese (ITA)        |                           |
| 33                                                 | Kasper Asgreen (DEN)           |                           |
| 34                                                 | Alex Baudin (FRA)              |                           |
| 35                                                 | Neilson Powless (USA)          |                           |
| 36                                                 | Harry Sweeny (AUS)             |                           |
| 37                                                 | Michael Valgren Andersen (DEN) |                           |
| 38                                                 | Marijn van den Berg (NED)      | NP-10                     |
| Director esportiu: Andreas Klier, Charles Wegelius |                                |                           |

| Intermarché-Wanty IWA                                 | Intermarché-Wanty IWA                | Intermarché-Wanty IWA |
| ----------------------------------------------------- | ------------------------------------ | --------------------- |
| Núm                                                   | Ciclista                             | Pos                   |
| 41                                                    | Biniam Girmay (ERI)                  |                       |
| 42                                                    | Louis Barré (FRA)                    |                       |
| 43                                                    | Vito Braet (BEL)                     |                       |
| 44                                                    | Hugo Page (FRA)                      |                       |
| 45                                                    | Laurenz Rex (BEL)                    |                       |
| 46                                                    | Jonas Rutsch (GER)                   |                       |
| 47                                                    | Roel Daan van Sintmaartensdijk (NED) |                       |
| 48                                                    | Georg Zimmermann (GER) (ruta)        | NP-10                 |
| Director esportiu: Pieter Vanspeybrouck, Aike Visbeek |                                      |                       |

| Bahrain Victorious TBV                                  | Bahrain Victorious TBV          | Bahrain Victorious TBV |
| ------------------------------------------------------- | ------------------------------- | ---------------------- |
| Núm                                                     | Ciclista                        | Pos                    |
| 51                                                      | Santiago Buitrago Sánchez (COL) |                        |
| 52                                                      | Phil Bauhaus (GER)              |                        |
| 53                                                      | Kamil Gradek (POL)              |                        |
| 54                                                      | Jack Haig (AUS)                 | DNF-7                  |
| 55                                                      | Lenny Martinez (FRA)            |                        |
| 56                                                      | Matej Mohorič (SLO)             |                        |
| 57                                                      | Robert Stannard (AUS)           |                        |
| 58                                                      | Fred Wright (GBR)               |                        |
| Director esportiu: Roman Kreuziger, Vladimir Miholjević |                                 |                        |

| Ineos Grenadiers IGD                                   | Ineos Grenadiers IGD        | Ineos Grenadiers IGD |
| ------------------------------------------------------ | --------------------------- | -------------------- |
| Núm                                                    | Ciclista                    | Pos                  |
| 61                                                     | Geraint Thomas (GBR)        |                      |
| 62                                                     | Thymen Arensman (NED)       |                      |
| 63                                                     | Tobias Foss (NOR) (crono)   |                      |
| 64                                                     | Filippo Ganna (ITA) (crono) | DNF-1                |
| 65                                                     | Axel Laurance (FRA)         |                      |
| 66                                                     | Carlos Rodríguez Cano (ESP) | NP-18                |
| 67                                                     | Connor Swift (GBR)          |                      |
| 68                                                     | Samuel Watson (GBR) (ruta)  |                      |
| Director esportiu: Kurt Asle Arvesen, Zakkari Dempster |                             |                      |

| Red Bull-Bora-Hansgrohe RBH                          | Red Bull-Bora-Hansgrohe RBH   | Red Bull-Bora-Hansgrohe RBH |
| ---------------------------------------------------- | ----------------------------- | --------------------------- |
| Núm                                                  | Ciclista                      | Pos                         |
| 71                                                   | Primož Roglič (SLO)           |                             |
| 72                                                   | Florian Lipowitz (GER)        |                             |
| 73                                                   | Jordi Meeus (BEL)             |                             |
| 74                                                   | Gianni Moscon (ITA)           |                             |
| 75                                                   | Laurence Pithie (NZL)         |                             |
| 76                                                   | Mick van Dijke (NED)          |                             |
| 77                                                   | Danny van Poppel (NED) (ruta) | NP-17                       |
| 78                                                   | Aleksandr Vlàssov             |                             |
| Director esportiu: Bernhard Eisel, Enrico Gasparotto |                               |                             |

| Lidl-Trek LTK                                    | Lidl-Trek LTK                     | Lidl-Trek LTK |
| ------------------------------------------------ | --------------------------------- | ------------- |
| Núm                                              | Ciclista                          | Pos           |
| 81                                               | Jonathan Milan (ITA)              | 146è          |
| 82                                               | Simone Consonni (ITA)             | 160è          |
| 83                                               | Thibau Nys (BEL)                  | 116è          |
| 84                                               | Quinn Simmons (USA) (ruta)        | 59è           |
| 85                                               | Mattias Skjelmose (DEN)           | DNF-14        |
| 86                                               | Toms Skujiņš (LAT) (ruta i crono) | 95è           |
| 87                                               | Jasper Stuyven (BEL)              | 62è           |
| 88                                               | Edward Theuns (BEL)               | 159è          |
| Director esportiu: Kim Andersen, Steven de Jongh |                                   |               |

| Groupama-FDJ GFC                                       | Groupama-FDJ GFC                | Groupama-FDJ GFC |
| ------------------------------------------------------ | ------------------------------- | ---------------- |
| Núm                                                    | Ciclista                        | Pos              |
| 91                                                     | Guillaume Martin-Guyonnet (FRA) |                  |
| 92                                                     | Lewis Askey (GBR)               |                  |
| 93                                                     | Cyril Barthe (FRA)              | NP-18            |
| 94                                                     | Romain Grégoire (FRA)           |                  |
| 95                                                     | Valentin Madouas (FRA)          |                  |
| 96                                                     | Quentin Pacher (FRA)            |                  |
| 97                                                     | Paul Penhoët (FRA)              |                  |
| 98                                                     | Clément Russo (FRA)             |                  |
| Director esportiu: Stéphane Goubert, Benoît Vaugrenard |                                 |                  |

| Alpecin-Deceuninck ADC                                   | Alpecin-Deceuninck ADC     | Alpecin-Deceuninck ADC |
| -------------------------------------------------------- | -------------------------- | ---------------------- |
| Núm                                                      | Ciclista                   | Pos                    |
| 101                                                      | Jasper Philipsen (BEL)     | DNF-3                  |
| 102                                                      | Silvan Dillier (SUI)       |                        |
| 103                                                      | Kaden Groves (AUS)         |                        |
| 104                                                      | Xandro Meurisse (BEL)      |                        |
| 105                                                      | Jonas Rickaert (BEL)       |                        |
| 106                                                      | Mathieu van der Poel (NED) | NP-16                  |
| 107                                                      | Gianni Vermeersch (BEL)    |                        |
| 108                                                      | Emiel Verstrynge (BEL)     |                        |
| Director esportiu: Christoph Roodhooft, Frederik Willems |                            |                        |

| Tudor Pro Cycling Team TUD                             | Tudor Pro Cycling Team TUD | Tudor Pro Cycling Team TUD |
| ------------------------------------------------------ | -------------------------- | -------------------------- |
| Núm                                                    | Ciclista                   | Pos                        |
| 111                                                    | Julian Alaphilippe (FRA)   |                            |
| 112                                                    | Alberto Dainese (ITA)      |                            |
| 113                                                    | Marco Haller (AUT)         |                            |
| 114                                                    | Marc Hirschi (SUI)         |                            |
| 115                                                    | Fabian Lienhard (SUI)      |                            |
| 116                                                    | Marius Mayrhofer (GER)     |                            |
| 117                                                    | Michael Storer (AUS)       |                            |
| 118                                                    | Matteo Trentin (ITA)       |                            |
| Director esportiu: Sylvain Blanquefort, Matteo Tosatto |                            |                            |

| Team Jayco AlUla JAY                                 | Team Jayco AlUla JAY              | Team Jayco AlUla JAY |
| ---------------------------------------------------- | --------------------------------- | -------------------- |
| Núm                                                  | Ciclista                          | Pos                  |
| 121                                                  | Ben O'Connor (AUS)                |                      |
| 122                                                  | Edward Dunbar (IRL)               | DNF-8                |
| 123                                                  | Luke Durbridge (AUS) (ruta)       |                      |
| 124                                                  | Dylan Groenewegen (NED)           |                      |
| 125                                                  | Luka Mezgec (SLO)                 |                      |
| 126                                                  | Lucas Plapp (AUS) (crono)         |                      |
| 127                                                  | Elmar Reinders (NED)              |                      |
| 128                                                  | Mauro Schmid (SUI) (ruta i crono) |                      |
| Director esportiu: Steven Cummings, David McPartland |                                   |                      |

| Arkéa-B&B Hotels ARK                          | Arkéa-B&B Hotels ARK            | Arkéa-B&B Hotels ARK |
| --------------------------------------------- | ------------------------------- | -------------------- |
| Núm                                           | Ciclista                        | Pos                  |
| 131                                           | Kévin Vauquelin (FRA)           |                      |
| 132                                           | Amaury Capiot (BEL)             |                      |
| 133                                           | Ewen Costiou (FRA)              |                      |
| 134                                           | Arnaud Démare (FRA)             |                      |
| 135                                           | Raúl García Pierna (ESP)        |                      |
| 136                                           | Mathis Le Berre (FRA)           |                      |
| 137                                           | Cristián Rodríguez Martín (ESP) |                      |
| 138                                           | Clément Venturini (FRA)         |                      |
| Director esportiu: Yvon Ledanois, Didier Rous |                                 |                      |

| Movistar Team MOV                                                   | Movistar Team MOV             | Movistar Team MOV |
| ------------------------------------------------------------------- | ----------------------------- | ----------------- |
| Núm                                                                 | Ciclista                      | Pos               |
| 141                                                                 | Enric Mas Nicolau (ESP)       | DNF-18            |
| 142                                                                 | William Barta (USA)           |                   |
| 143                                                                 | Pablo Castrillo Zapater (ESP) |                   |
| 144                                                                 | Nélson Oliveira (POR)         |                   |
| 145                                                                 | Iván García Cortina (ESP)     |                   |
| 146                                                                 | Gregor Mühlberger (AUT)       |                   |
| 147                                                                 | Iván Romeo Abad (ESP) (ruta)  |                   |
| 148                                                                 | Einer Rubio (COL)             |                   |
| Director esportiu: José Vicente García Acosta, Pablo Lastras García |                               |                   |

| Decathlon-AG2R La Mondiale DAT                  | Decathlon-AG2R La Mondiale DAT | Decathlon-AG2R La Mondiale DAT |
| ----------------------------------------------- | ------------------------------ | ------------------------------ |
| Núm                                             | Ciclista                       | Pos                            |
| 151                                             | Felix Gall (AUT)               |                                |
| 152                                             | Bruno Armirail (FRA) (crono)   |                                |
| 153                                             | Clément Berthet (FRA)          |                                |
| 154                                             | Stefan Bissegger (SUI)         | DNF-1                          |
| 155                                             | Oliver Naesen (BEL)            |                                |
| 156                                             | Aurélien Paret-Peintre (FRA)   |                                |
| 157                                             | Callum Scotson (AUS)           |                                |
| 158                                             | Bastien Tronchon (FRA)         |                                |
| Director esportiu: Cyril Dessel, Sébastien Joly |                                |                                |

| Cofidis COF                                                     | Cofidis COF                   | Cofidis COF |
| --------------------------------------------------------------- | ----------------------------- | ----------- |
| Núm                                                             | Ciclista                      | Pos         |
| 161                                                             | Emanuel Buchmann (GER)        |             |
| 162                                                             | Alexander Aranburu Deba (ESP) |             |
| 163                                                             | Bryan Coquard (FRA)           | NP-14       |
| 164                                                             | Ion Izagirre Insausti (ESP)   |             |
| 165                                                             | Alexis Renard (FRA)           |             |
| 166                                                             | Dylan Teuns (BEL)             |             |
| 167                                                             | Benjamin Thomas (FRA)         |             |
| 168                                                             | Damien Touzé (FRA)            |             |
| Director esportiu: Gorka Gerrikagoitia Arrien, Thierry Marichal |                               |             |

| XDS Astana Team XAT                             | XDS Astana Team XAT                   | XDS Astana Team XAT |
| ----------------------------------------------- | ------------------------------------- | ------------------- |
| Núm                                             | Ciclista                              | Pos                 |
| 171                                             | Harold Tejada (COL)                   |                     |
| 172                                             | Davide Ballerini (ITA)                |                     |
| 173                                             | Cees Bol (NED)                        | NP-12               |
| 174                                             | Clément Champoussin (FRA)             |                     |
| 175                                             | Yevgeniy Fedorov (KAZ) (ruta i crono) | NP-20               |
| 176                                             | Sergio Higuita García (COL)           |                     |
| 177                                             | Mike Teunissen (NED)                  |                     |
| 178                                             | Simone Velasco (ITA)                  |                     |
| Director esportiu: Dmitri Fofónov, Mark Renshaw |                                       |                     |

| Team TotalEnergies TEN                            | Team TotalEnergies TEN   | Team TotalEnergies TEN |
| ------------------------------------------------- | ------------------------ | ---------------------- |
| Núm                                               | Ciclista                 | Pos                    |
| 181                                               | Steff Cras (BEL)         | DNF-14                 |
| 182                                               | Mathieu Burgaudeau (FRA) |                        |
| 183                                               | Alexandre Delettre (FRA) |                        |
| 184                                               | Thomas Gachignard (FRA)  |                        |
| 185                                               | Émilien Jeannière (FRA)  | NP-5                   |
| 186                                               | Jordan Jegat (FRA)       |                        |
| 187                                               | Anthony Turgis (FRA)     |                        |
| 188                                               | Mattéo Vercher (FRA)     |                        |
| Director esportiu: Lylian Lebreton, Romain Sicard |                          |                        |

| Team Picnic-PostNL TPP                                | Team Picnic-PostNL TPP     | Team Picnic-PostNL TPP |
| ----------------------------------------------------- | -------------------------- | ---------------------- |
| Núm                                                   | Ciclista                   | Pos                    |
| 191                                                   | Oscar Onley (GBR)          |                        |
| 192                                                   | Warren Barguil (FRA)       |                        |
| 193                                                   | Pavel Bittner (CZE)        |                        |
| 194                                                   | Sean Flynn (GBR)           |                        |
| 195                                                   | Tobias Lund Andresen (DEN) |                        |
| 196                                                   | Niklas Märkl (GER)         |                        |
| 197                                                   | Tim Naberman (NED)         |                        |
| 198                                                   | Frank van den Broek (NED)  |                        |
| Director esportiu: Christian Guiberteau, Pim Ligthart |                            |                        |

| Israel-Premier Tech IPT                     | Israel-Premier Tech IPT | Israel-Premier Tech IPT |
| ------------------------------------------- | ----------------------- | ----------------------- |
| Núm                                         | Ciclista                | Pos                     |
| 201                                         | Michael Woods (CAN)     |                         |
| 202                                         | Pascal Ackermann (GER)  |                         |
| 203                                         | Joseph Blackmore (GBR)  |                         |
| 204                                         | Guillaume Boivin (CAN)  |                         |
| 205                                         | Matis Louvel (FRA)      |                         |
| 206                                         | Aleksei Lutsenko (KAZ)  |                         |
| 207                                         | Krists Neilands (LAT)   |                         |
| 208                                         | Jake Stewart (GBR)      |                         |
| Director esportiu: Steve Bauer, Dror Pekatz |                         |                         |

| Lotto LOT                                     | Lotto LOT                 | Lotto LOT |
| --------------------------------------------- | ------------------------- | --------- |
| Núm                                           | Ciclista                  | Pos       |
| 211                                           | Arnaud De Lie (BEL)       |           |
| 212                                           | Jenno Berckmoes (BEL)     |           |
| 213                                           | Jasper De Buyst (BEL)     | NP-5      |
| 214                                           | Jarrad Drizners (AUS)     |           |
| 215                                           | Sébastien Grignard (BEL)  |           |
| 216                                           | Eduardo Sepúlveda (ARG)   |           |
| 217                                           | Lennert Van Eetvelt (BEL) | NP-15     |
| 218                                           | Brent Van Moer (BEL)      |           |
| Director esportiu: Mario Aerts, Tony Gallopin |                           |           |

| Uno-X Mobility UXM                                                     | Uno-X Mobility UXM               | Uno-X Mobility UXM |
| ---------------------------------------------------------------------- | -------------------------------- | ------------------ |
| Núm                                                                    | Ciclista                         | Pos                |
| 221                                                                    | Tobias Halland Johannessen (NOR) | 6è                 |
| 222                                                                    | Jonas Abrahamsen (NOR)           | 71è                |
| 223                                                                    | Magnus Cort Nielsen (DEN)        | 130è               |
| 224                                                                    | Stian Fredheim (NOR)             | 139è               |
| 225                                                                    | Markus Hoelgaard (NOR)           | 64è                |
| 226                                                                    | Anders Halland Johannessen (NOR) | 76è                |
| 227                                                                    | Andreas Leknessund (NOR) (ruta)  | 57è                |
| 228                                                                    | Søren Wærenskjold (NOR)          | DNF-10             |
| Director esportiu: Stig Kristiansen, Gabriel Rasch, Christian Andersen |                                  |                    |

| UAE Team Emirates XRG UAD                           | UAE Team Emirates XRG UAD           | UAE Team Emirates XRG UAD |
| --------------------------------------------------- | ----------------------------------- | ------------------------- |
| Núm                                                 | Ciclista                            | Pos                       |
| 1                                                   | Tadej Pogačar (SLO) (ruta)          | 1r                        |
| 2                                                   | João Almeida (POR)                  | DNF-9                     |
| 3                                                   | Jhonatan Narváez Prado (ECU) (ruta) | 13è                       |
| 4                                                   | Nils Politt (GER)                   | 75è                       |
| 5                                                   | Pàvel Sivakov (FRA)                 | 87è                       |
| 6                                                   | Marc Soler i Giménez (ESP)          | 29è                       |
| 7                                                   | Tim Wellens (BEL) (ruta)            | 37è                       |
| 8                                                   | Adam Yates (GBR)                    | 24è                       |
| Director esportiu: Marco Marcato, Simone Pedrazzini |                                     |                           |

| Team Visma \| Lease a Bike TVL                                        | Team Visma \| Lease a Bike TVL | Team Visma \| Lease a Bike TVL |
| --------------------------------------------------------------------- | ------------------------------ | ------------------------------ |
| Núm                                                                   | Ciclista                       | Pos                            |
| 11                                                                    | Jonas Vingegaard (DEN)         | 2n                             |
| 12                                                                    | Edoardo Affini (ITA) (crono)   | 118è                           |
| 13                                                                    | Tiesj Benoot (BEL)             | 54è                            |
| 14                                                                    | Victor Campenaerts (BEL)       | 28è                            |
| 15                                                                    | Matteo Jorgenson (USA)         | 19è                            |
| 16                                                                    | Sepp Kuss (USA)                | 17è                            |
| 17                                                                    | Wout van Aert (BEL)            | 67è                            |
| 18                                                                    | Simon Yates (GBR)              | 15è                            |
| Director esportiu: Frans Maassen, Arthur Van Dongen, Grischa Niermann |                                |                                |

| Soudal Quick-Step SOQ                         | Soudal Quick-Step SOQ               | Soudal Quick-Step SOQ |
| --------------------------------------------- | ----------------------------------- | --------------------- |
| Núm                                           | Ciclista                            | Pos                   |
| 21                                            | Remco Evenepoel (BEL) (crono)       | DNF-14                |
| 22                                            | Mattia Cattaneo (ITA)               | DNF-7                 |
| 23                                            | Pascal Eenkhoorn (NED)              |                       |
| 24                                            | Tim Merlier (BEL) (ruta)            |                       |
| 25                                            | Valentin Paret-Peintre (FRA)        |                       |
| 26                                            | Maximilian Schachmann (GER) (crono) |                       |
| 27                                            | Bert Van Lerberghe (BEL)            |                       |
| 28                                            | Ilan Van Wilder (BEL)               |                       |
| Director esportiu: Klaas Lodewyck, Tom Steels |                                     |                       |

| EF Education-EasyPost EFE                          | EF Education-EasyPost EFE      | EF Education-EasyPost EFE |
| -------------------------------------------------- | ------------------------------ | ------------------------- |
| Núm                                                | Ciclista                       | Pos                       |
| 31                                                 | Ben Healy (IRL)                |                           |
| 32                                                 | Vincenzo Albanese (ITA)        |                           |
| 33                                                 | Kasper Asgreen (DEN)           |                           |
| 34                                                 | Alex Baudin (FRA)              |                           |
| 35                                                 | Neilson Powless (USA)          |                           |
| 36                                                 | Harry Sweeny (AUS)             |                           |
| 37                                                 | Michael Valgren Andersen (DEN) |                           |
| 38                                                 | Marijn van den Berg (NED)      | NP-10                     |
| Director esportiu: Andreas Klier, Charles Wegelius |                                |                           |

| Intermarché-Wanty IWA                                 | Intermarché-Wanty IWA                | Intermarché-Wanty IWA |
| ----------------------------------------------------- | ------------------------------------ | --------------------- |
| Núm                                                   | Ciclista                             | Pos                   |
| 41                                                    | Biniam Girmay (ERI)                  |                       |
| 42                                                    | Louis Barré (FRA)                    |                       |
| 43                                                    | Vito Braet (BEL)                     |                       |
| 44                                                    | Hugo Page (FRA)                      |                       |
| 45                                                    | Laurenz Rex (BEL)                    |                       |
| 46                                                    | Jonas Rutsch (GER)                   |                       |
| 47                                                    | Roel Daan van Sintmaartensdijk (NED) |                       |
| 48                                                    | Georg Zimmermann (GER) (ruta)        | NP-10                 |
| Director esportiu: Pieter Vanspeybrouck, Aike Visbeek |                                      |                       |

| Bahrain Victorious TBV                                  | Bahrain Victorious TBV          | Bahrain Victorious TBV |
| ------------------------------------------------------- | ------------------------------- | ---------------------- |
| Núm                                                     | Ciclista                        | Pos                    |
| 51                                                      | Santiago Buitrago Sánchez (COL) |                        |
| 52                                                      | Phil Bauhaus (GER)              |                        |
| 53                                                      | Kamil Gradek (POL)              |                        |
| 54                                                      | Jack Haig (AUS)                 | DNF-7                  |
| 55                                                      | Lenny Martinez (FRA)            |                        |
| 56                                                      | Matej Mohorič (SLO)             |                        |
| 57                                                      | Robert Stannard (AUS)           |                        |
| 58                                                      | Fred Wright (GBR)               |                        |
| Director esportiu: Roman Kreuziger, Vladimir Miholjević |                                 |                        |

| Ineos Grenadiers IGD                                   | Ineos Grenadiers IGD        | Ineos Grenadiers IGD |
| ------------------------------------------------------ | --------------------------- | -------------------- |
| Núm                                                    | Ciclista                    | Pos                  |
| 61                                                     | Geraint Thomas (GBR)        |                      |
| 62                                                     | Thymen Arensman (NED)       |                      |
| 63                                                     | Tobias Foss (NOR) (crono)   |                      |
| 64                                                     | Filippo Ganna (ITA) (crono) | DNF-1                |
| 65                                                     | Axel Laurance (FRA)         |                      |
| 66                                                     | Carlos Rodríguez Cano (ESP) | NP-18                |
| 67                                                     | Connor Swift (GBR)          |                      |
| 68                                                     | Samuel Watson (GBR) (ruta)  |                      |
| Director esportiu: Kurt Asle Arvesen, Zakkari Dempster |                             |                      |

| Red Bull-Bora-Hansgrohe RBH                          | Red Bull-Bora-Hansgrohe RBH   | Red Bull-Bora-Hansgrohe RBH |
| ---------------------------------------------------- | ----------------------------- | --------------------------- |
| Núm                                                  | Ciclista                      | Pos                         |
| 71                                                   | Primož Roglič (SLO)           |                             |
| 72                                                   | Florian Lipowitz (GER)        |                             |
| 73                                                   | Jordi Meeus (BEL)             |                             |
| 74                                                   | Gianni Moscon (ITA)           |                             |
| 75                                                   | Laurence Pithie (NZL)         |                             |
| 76                                                   | Mick van Dijke (NED)          |                             |
| 77                                                   | Danny van Poppel (NED) (ruta) | NP-17                       |
| 78                                                   | Aleksandr Vlàssov             |                             |
| Director esportiu: Bernhard Eisel, Enrico Gasparotto |                               |                             |

| Lidl-Trek LTK                                    | Lidl-Trek LTK                     | Lidl-Trek LTK |
| ------------------------------------------------ | --------------------------------- | ------------- |
| Núm                                              | Ciclista                          | Pos           |
| 81                                               | Jonathan Milan (ITA)              | 146è          |
| 82                                               | Simone Consonni (ITA)             | 160è          |
| 83                                               | Thibau Nys (BEL)                  | 116è          |
| 84                                               | Quinn Simmons (USA) (ruta)        | 59è           |
| 85                                               | Mattias Skjelmose (DEN)           | DNF-14        |
| 86                                               | Toms Skujiņš (LAT) (ruta i crono) | 95è           |
| 87                                               | Jasper Stuyven (BEL)              | 62è           |
| 88                                               | Edward Theuns (BEL)               | 159è          |
| Director esportiu: Kim Andersen, Steven de Jongh |                                   |               |

| Groupama-FDJ GFC                                       | Groupama-FDJ GFC                | Groupama-FDJ GFC |
| ------------------------------------------------------ | ------------------------------- | ---------------- |
| Núm                                                    | Ciclista                        | Pos              |
| 91                                                     | Guillaume Martin-Guyonnet (FRA) |                  |
| 92                                                     | Lewis Askey (GBR)               |                  |
| 93                                                     | Cyril Barthe (FRA)              | NP-18            |
| 94                                                     | Romain Grégoire (FRA)           |                  |
| 95                                                     | Valentin Madouas (FRA)          |                  |
| 96                                                     | Quentin Pacher (FRA)            |                  |
| 97                                                     | Paul Penhoët (FRA)              |                  |
| 98                                                     | Clément Russo (FRA)             |                  |
| Director esportiu: Stéphane Goubert, Benoît Vaugrenard |                                 |                  |

| Alpecin-Deceuninck ADC                                   | Alpecin-Deceuninck ADC     | Alpecin-Deceuninck ADC |
| -------------------------------------------------------- | -------------------------- | ---------------------- |
| Núm                                                      | Ciclista                   | Pos                    |
| 101                                                      | Jasper Philipsen (BEL)     | DNF-3                  |
| 102                                                      | Silvan Dillier (SUI)       |                        |
| 103                                                      | Kaden Groves (AUS)         |                        |
| 104                                                      | Xandro Meurisse (BEL)      |                        |
| 105                                                      | Jonas Rickaert (BEL)       |                        |
| 106                                                      | Mathieu van der Poel (NED) | NP-16                  |
| 107                                                      | Gianni Vermeersch (BEL)    |                        |
| 108                                                      | Emiel Verstrynge (BEL)     |                        |
| Director esportiu: Christoph Roodhooft, Frederik Willems |                            |                        |

| Tudor Pro Cycling Team TUD                             | Tudor Pro Cycling Team TUD | Tudor Pro Cycling Team TUD |
| ------------------------------------------------------ | -------------------------- | -------------------------- |
| Núm                                                    | Ciclista                   | Pos                        |
| 111                                                    | Julian Alaphilippe (FRA)   |                            |
| 112                                                    | Alberto Dainese (ITA)      |                            |
| 113                                                    | Marco Haller (AUT)         |                            |
| 114                                                    | Marc Hirschi (SUI)         |                            |
| 115                                                    | Fabian Lienhard (SUI)      |                            |
| 116                                                    | Marius Mayrhofer (GER)     |                            |
| 117                                                    | Michael Storer (AUS)       |                            |
| 118                                                    | Matteo Trentin (ITA)       |                            |
| Director esportiu: Sylvain Blanquefort, Matteo Tosatto |                            |                            |

| Team Jayco AlUla JAY                                 | Team Jayco AlUla JAY              | Team Jayco AlUla JAY |
| ---------------------------------------------------- | --------------------------------- | -------------------- |
| Núm                                                  | Ciclista                          | Pos                  |
| 121                                                  | Ben O'Connor (AUS)                |                      |
| 122                                                  | Edward Dunbar (IRL)               | DNF-8                |
| 123                                                  | Luke Durbridge (AUS) (ruta)       |                      |
| 124                                                  | Dylan Groenewegen (NED)           |                      |
| 125                                                  | Luka Mezgec (SLO)                 |                      |
| 126                                                  | Lucas Plapp (AUS) (crono)         |                      |
| 127                                                  | Elmar Reinders (NED)              |                      |
| 128                                                  | Mauro Schmid (SUI) (ruta i crono) |                      |
| Director esportiu: Steven Cummings, David McPartland |                                   |                      |

| Arkéa-B&B Hotels ARK                          | Arkéa-B&B Hotels ARK            | Arkéa-B&B Hotels ARK |
| --------------------------------------------- | ------------------------------- | -------------------- |
| Núm                                           | Ciclista                        | Pos                  |
| 131                                           | Kévin Vauquelin (FRA)           |                      |
| 132                                           | Amaury Capiot (BEL)             |                      |
| 133                                           | Ewen Costiou (FRA)              |                      |
| 134                                           | Arnaud Démare (FRA)             |                      |
| 135                                           | Raúl García Pierna (ESP)        |                      |
| 136                                           | Mathis Le Berre (FRA)           |                      |
| 137                                           | Cristián Rodríguez Martín (ESP) |                      |
| 138                                           | Clément Venturini (FRA)         |                      |
| Director esportiu: Yvon Ledanois, Didier Rous |                                 |                      |

| Movistar Team MOV                                                   | Movistar Team MOV             | Movistar Team MOV |
| ------------------------------------------------------------------- | ----------------------------- | ----------------- |
| Núm                                                                 | Ciclista                      | Pos               |
| 141                                                                 | Enric Mas Nicolau (ESP)       | DNF-18            |
| 142                                                                 | William Barta (USA)           |                   |
| 143                                                                 | Pablo Castrillo Zapater (ESP) |                   |
| 144                                                                 | Nélson Oliveira (POR)         |                   |
| 145                                                                 | Iván García Cortina (ESP)     |                   |
| 146                                                                 | Gregor Mühlberger (AUT)       |                   |
| 147                                                                 | Iván Romeo Abad (ESP) (ruta)  |                   |
| 148                                                                 | Einer Rubio (COL)             |                   |
| Director esportiu: José Vicente García Acosta, Pablo Lastras García |                               |                   |

| Decathlon-AG2R La Mondiale DAT                  | Decathlon-AG2R La Mondiale DAT | Decathlon-AG2R La Mondiale DAT |
| ----------------------------------------------- | ------------------------------ | ------------------------------ |
| Núm                                             | Ciclista                       | Pos                            |
| 151                                             | Felix Gall (AUT)               |                                |
| 152                                             | Bruno Armirail (FRA) (crono)   |                                |
| 153                                             | Clément Berthet (FRA)          |                                |
| 154                                             | Stefan Bissegger (SUI)         | DNF-1                          |
| 155                                             | Oliver Naesen (BEL)            |                                |
| 156                                             | Aurélien Paret-Peintre (FRA)   |                                |
| 157                                             | Callum Scotson (AUS)           |                                |
| 158                                             | Bastien Tronchon (FRA)         |                                |
| Director esportiu: Cyril Dessel, Sébastien Joly |                                |                                |

| Cofidis COF                                                     | Cofidis COF                   | Cofidis COF |
| --------------------------------------------------------------- | ----------------------------- | ----------- |
| Núm                                                             | Ciclista                      | Pos         |
| 161                                                             | Emanuel Buchmann (GER)        |             |
| 162                                                             | Alexander Aranburu Deba (ESP) |             |
| 163                                                             | Bryan Coquard (FRA)           | NP-14       |
| 164                                                             | Ion Izagirre Insausti (ESP)   |             |
| 165                                                             | Alexis Renard (FRA)           |             |
| 166                                                             | Dylan Teuns (BEL)             |             |
| 167                                                             | Benjamin Thomas (FRA)         |             |
| 168                                                             | Damien Touzé (FRA)            |             |
| Director esportiu: Gorka Gerrikagoitia Arrien, Thierry Marichal |                               |             |

| XDS Astana Team XAT                             | XDS Astana Team XAT                   | XDS Astana Team XAT |
| ----------------------------------------------- | ------------------------------------- | ------------------- |
| Núm                                             | Ciclista                              | Pos                 |
| 171                                             | Harold Tejada (COL)                   |                     |
| 172                                             | Davide Ballerini (ITA)                |                     |
| 173                                             | Cees Bol (NED)                        | NP-12               |
| 174                                             | Clément Champoussin (FRA)             |                     |
| 175                                             | Yevgeniy Fedorov (KAZ) (ruta i crono) | NP-20               |
| 176                                             | Sergio Higuita García (COL)           |                     |
| 177                                             | Mike Teunissen (NED)                  |                     |
| 178                                             | Simone Velasco (ITA)                  |                     |
| Director esportiu: Dmitri Fofónov, Mark Renshaw |                                       |                     |

| Team TotalEnergies TEN                            | Team TotalEnergies TEN   | Team TotalEnergies TEN |
| ------------------------------------------------- | ------------------------ | ---------------------- |
| Núm                                               | Ciclista                 | Pos                    |
| 181                                               | Steff Cras (BEL)         | DNF-14                 |
| 182                                               | Mathieu Burgaudeau (FRA) |                        |
| 183                                               | Alexandre Delettre (FRA) |                        |
| 184                                               | Thomas Gachignard (FRA)  |                        |
| 185                                               | Émilien Jeannière (FRA)  | NP-5                   |
| 186                                               | Jordan Jegat (FRA)       |                        |
| 187                                               | Anthony Turgis (FRA)     |                        |
| 188                                               | Mattéo Vercher (FRA)     |                        |
| Director esportiu: Lylian Lebreton, Romain Sicard |                          |                        |

| Team Picnic-PostNL TPP                                | Team Picnic-PostNL TPP     | Team Picnic-PostNL TPP |
| ----------------------------------------------------- | -------------------------- | ---------------------- |
| Núm                                                   | Ciclista                   | Pos                    |
| 191                                                   | Oscar Onley (GBR)          |                        |
| 192                                                   | Warren Barguil (FRA)       |                        |
| 193                                                   | Pavel Bittner (CZE)        |                        |
| 194                                                   | Sean Flynn (GBR)           |                        |
| 195                                                   | Tobias Lund Andresen (DEN) |                        |
| 196                                                   | Niklas Märkl (GER)         |                        |
| 197                                                   | Tim Naberman (NED)         |                        |
| 198                                                   | Frank van den Broek (NED)  |                        |
| Director esportiu: Christian Guiberteau, Pim Ligthart |                            |                        |

| Israel-Premier Tech IPT                     | Israel-Premier Tech IPT | Israel-Premier Tech IPT |
| ------------------------------------------- | ----------------------- | ----------------------- |
| Núm                                         | Ciclista                | Pos                     |
| 201                                         | Michael Woods (CAN)     |                         |
| 202                                         | Pascal Ackermann (GER)  |                         |
| 203                                         | Joseph Blackmore (GBR)  |                         |
| 204                                         | Guillaume Boivin (CAN)  |                         |
| 205                                         | Matis Louvel (FRA)      |                         |
| 206                                         | Aleksei Lutsenko (KAZ)  |                         |
| 207                                         | Krists Neilands (LAT)   |                         |
| 208                                         | Jake Stewart (GBR)      |                         |
| Director esportiu: Steve Bauer, Dror Pekatz |                         |                         |

| Lotto LOT                                     | Lotto LOT                 | Lotto LOT |
| --------------------------------------------- | ------------------------- | --------- |
| Núm                                           | Ciclista                  | Pos       |
| 211                                           | Arnaud De Lie (BEL)       |           |
| 212                                           | Jenno Berckmoes (BEL)     |           |
| 213                                           | Jasper De Buyst (BEL)     | NP-5      |
| 214                                           | Jarrad Drizners (AUS)     |           |
| 215                                           | Sébastien Grignard (BEL)  |           |
| 216                                           | Eduardo Sepúlveda (ARG)   |           |
| 217                                           | Lennert Van Eetvelt (BEL) | NP-15     |
| 218                                           | Brent Van Moer (BEL)      |           |
| Director esportiu: Mario Aerts, Tony Gallopin |                           |           |

| Uno-X Mobility UXM                                                     | Uno-X Mobility UXM               | Uno-X Mobility UXM |
| ---------------------------------------------------------------------- | -------------------------------- | ------------------ |
| Núm                                                                    | Ciclista                         | Pos                |
| 221                                                                    | Tobias Halland Johannessen (NOR) | 6è                 |
| 222                                                                    | Jonas Abrahamsen (NOR)           | 71è                |
| 223                                                                    | Magnus Cort Nielsen (DEN)        | 130è               |
| 224                                                                    | Stian Fredheim (NOR)             | 139è               |
| 225                                                                    | Markus Hoelgaard (NOR)           | 64è                |
| 226                                                                    | Anders Halland Johannessen (NOR) | 76è                |
| 227                                                                    | Andreas Leknessund (NOR) (ruta)  | 57è                |
| 228                                                                    | Søren Wærenskjold (NOR)          | DNF-10             |
| Director esportiu: Stig Kristiansen, Gabriel Rasch, Christian Andersen |                                  |                    |